# Melwood

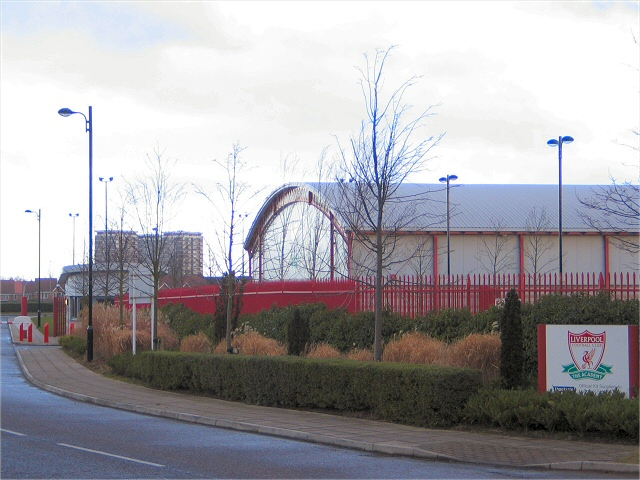
Học viện

Melwood, ở West Derby, Liverpool, là khu tập luyện của Liverpool F.C., nó không thuộc Học viện Liverpool F.C. ở Kirby.
Nằm tại khu vực West Derby, Melwood đã trở thành khu tập của Liverpool F.C. từ thập niên 50 thế kỷ trước. Khu đất này trước đây thuộc về trường học địa phương St Francis Xavier, được sử dụng như một sân chơi, và 2 vị linh mục dạy học tại trường là Father Melling và Father Woodlock, đã giành nhiều thời gian để hướng dẫn các cậu bé chơi bóng. Nhằm ghi công 2 vị linh mục, khu đất được đặt tên là Melwood, lấy từ âm tiết đầu của tên họ.
Khu đất ở trong tình trạng tồi tàn vào năm 1959, nhưng sau đó Bill Shankly đã biến nó trở thành một cơ sở luyện tập đẳng cấp hàng đầu. Ông giới thiệu lối chơi mới được định nghĩa là "pass and move, keep it simple", một triết lý. Các cầu thủ sẽ tập trung và thay quần áo tập luyện tại Anfield rồi tới Melwood bằng xe buýt. Sau khi luyện tập, họ trở về Anfield để tắm, thay quần áo và ăn nhẹ. Shankly do đó đảm bảo các cầu thủ khởi động ấm người một cách chính xác và không bị chấn thương. Thật vậy, mùa giải 1965-1966, mùa giải mà Liverpool đoạt nhiều chức vô địch, họ chỉ sử dụng 14 cầu thủ và 2 trong số đó chỉ chơi vài trận.
Tháng 1 năm 2001, Liverpool đưa vào sử dụng Millenium Pavilion, một cơ sở hiện đại dành cho các cầu thủ và huấn luyện viên, được thiết kế một phần và chịu ảnh hưởng lớn bởi huấn luyện viên Gérard Houllier.